# Серратос, Энрике
Энрике Серратос (исп. Enrique Serratos Garibay; 1929, Гвадалахара — 1960, Мехико) — мексиканский скрипач. Сын пианистов и музыкальных педагогов Рамона Серратоса и Авроры Гарибай, брат пианистки Авроры Серратос Гарибай.
Окончил Кёртисовский институт музыки, где учился в том числе у Ивана Галамяна, затем преподавал там же. Наиболее известен как вторая скрипка Кёртисовского квартета в 1954—1959 гг. Одновременно преподавал в филадельфийской Новой школе музыки и играл в составе относящегося к ней Нового камерного оркестра. В Мексике выступал как солист с различными оркестрами, особенно с концертами Людвига ван Бетховена и Поэмой Эрнеста Шоссона. В 1955 году дал сольный концерт в штаб-квартире Организации американских государств, выступал и с другими концертами в США (в том числе в сопровождении своего отца в партии фортепиано).